# Arbeitsgericht Elbing
Das Arbeitsgericht Elbing war ein Gericht der Arbeitsgerichtsbarkeit mit Sitz in der damals ostpreußischen Stadt Elbing, heute Elbląg.

## Geschichte
Gemäß Arbeitsgerichtsgesetz vom 23. Dezember 1926 wurden in Deutschland Arbeitsgerichte gebildet. Diese waren nur in der ersten Instanz organisatorisch selbstständige Gerichte, die Landesarbeitsgerichte waren den Landgerichten zugeordnet. Am Landgericht Elbing entstand so 1927 das Landesarbeitsgericht Elbing als eines von zwei Landesarbeitsgerichten im Bezirk des Oberlandesgerichtes Marienwerder. In Elbing entstand das Arbeitsgericht Elbing. Sein Sprengel umfasste den Bezirk des Amtsgerichtes Elbing. Es bestand je eine Kammer für Arbeiter, für Angestellte und für Handwerk.
Nach dem Zweiten Weltkrieg fiel Elbing 1945 unter polnische Hoheit, und die Geschichte des Arbeitsgerichtes Elbing endete.